# Долгарево (Псковская область)
Долгарёво (Долгарево) — опустевшая нежилая деревня в Себежском районе Псковской области России. Входит в состав Красноармейской волости.

## География
Находится на юго-западе региона, в восточной части района, в пределах Прибалтийской низменности, в зоне хвойно-широколиственных лесов, на берегу озера Могильно (Могилинское), примерно в 3 км от автомагистрали «Москва—Рига» (М-9).

## История
В 1941—1944 гг. местность находилась под фашистской оккупацией войсками Гитлеровской Германии.

## Население
| 2001 | 2002 | 2010 |
| ---- | ---- | ---- |
| 0    | →0   | →0   |

## Инфраструктура
Было личное подсобное хозяйство.
Основа экономики — сельское хозяйство.

## Транспорт
Деревня доступна автотранспортом.
К деревне отходят автодорога общего пользования местного значения: «Демихово — Долгарёво» (идентификационный номер 58-254-830 ОП МП 58Н-111), протяжённостью в 1,6 км.